# Крутиксы
«Кру́тиксы» — детский российский мультсериал, созданный совместными усилиями Bubble Studios и студии «Союзмультфильм» и выпущенный в онлайн-кинотеатре Okko 10 октября 2021 года. Мультсериал является адаптацией одноимённого комикса для детей от Bubble, выходившего с 2017 по 2018 год. Это первый мультсериал «Союзмультфильма», который снят по мотивам комиксов.
Сюжет мультсериала повествует о космическом хомяке Зигги, который, начитавшись комиксов, мечтает стать супергероем. Вместе со своей сестрой белкой-летягой Руби, а также с земными животными псом Роем и котом Солом, которые получили сверхспособности благодаря силе метеорита — Шустрика, они создают команду «Крутиксы» и защищают одну из планет.

## Сюжет
Зигги и Руби, кадеты Звёздной Академии, ищут источник суперсилы — разумного астероида под именем Шустрик. Погоня приводит их на Землю, где Шустрик случайно даёт суперсилы двум животным — псу Рою и коту Солу. Зигги и Руби забирают их с собой в звёздную академию. Директриса Звёздной Академии тираннозавр Шикайзер принимает Сола и Роя в кадеты, а затем включает их в одну кадетскую команду с Зигги и Руби, чтобы те присматривали за новичками. Назвавшись «Крутиксами», команда зверей-супергероев выполняет миссии, проходит тренировки, помогают другим кадетам Звёздной Академии, зарабатывают баллы для продвижения по рейтингу команд в академии. Тем временем объявляется таинственная злодейка по имени Железная Гарпия, которая похищает суперсилы у их обладателей и которой героям предстоит противостоять.

## Персонажи
- Зигги — космический хомяк, который обожает комиксы и мечтает стать супергероем. Имеет при себе много различных гаджетов, помогающих в разных ситуациях. Возраст 11 лет
- Руби — белка-летяга, сестра Зигги, постоянно сопровождает его в путешествиях. Умеет летать, но боится это делать. Возраст 14 лет
- Рой — сторожевой пёс, который овладел суперсилой. Служил в полиции[4] Возраст 15 лет. Основан на персонаже оригинального комикса, псе Мухтаре[5][6].
- Сол — кот, который овладел суперскоростью. Имеет хозяйку по имени Яна. Возраст 15 лет. Основан на персонаже оригинального комикса коте Балоре[5][7].
- Железная Гарпия — злодейка, похищающая суперсилы[4].
- Шикайзер — тираннозавр, директор Звёздной Академии. Живёт своей работой, ничего больше в жизни не зная. Для неё Академия и мир во всём космосе, который призваны поддерживать её кадеты, — дело жизни. Шикайзер предпочитает лично работать с лучшими из лучших.
- Сники
- Толли
- Макс
- Мышонок Боб

## История создания
В сентябре 2017-го на Comic Con Russia объявили о запуске новой ежемесячной серии «Крутиксы», пришедшей на смену проекту «Зигги, космический хомяк». Новая серия также рассчитана на детскую аудиторию.

## Производство
Согласно титрами, анимация выполнена российскими студиями «Красная Медуза», «Перцы», «Светлые истории», армянской «Robert Sahakyants Production», испанской «Lunatic Visual Studio» и белорусской «Kiwi Studio Production».

## Съёмочная группа
- Режиссёры: Александра Бизяева, Валерия Лян, Татьяна Чернилевская, Савва Голубков, Владислав Жериков, Полина Морозова, Елена Полякова, Александр Черногоров, Илья Мельничук, Наталья Абрамова, Юлия Гарибова, Василиса Тикунова, Александра Афанасьева, Николай Трифонов.
- Креативные продюсеры: Александра Бизяева, Евгений Еронин, Роман Котков.
- Сценаристы: Роман Котков, Олег Козырев, Евгений Еронин, Александра Бизяева, Сергей Лахтин, Евгений Яковлев, Елизавета Симбирская, Максим Маркин, Юлия Вяткина.
- Редактор проекта: Евгений Еронин.
- Студийный редактор: Мария Парфёнова.
- Гэгмен: Александр Шутов, Олег Козырев.
- Сценарный консультант: Роман Котков.
- Шеф-редактор: Марина Кошевая.
- Художник-постановщик: Ануш Микделян, Ксения Фетисова.
- Арт-директор: Роман Морис, Юлия Евдокимова.
- Композиторы: Пётр Фролов-Багреев, Серёжа Драгни.
- Звукорежиссёры: Сергей Богомазов, Владимир Нефёдов, Николай Хитрук.
- Звукооператор: Филипп Солонар.
- Автор музыки и текста песни: Серёжа Драгни.
- Аранжировка: Пётр Фролов-Багреев, Серёжа Драгни.
- Исполнители песни: Серёжа Драгни, Ева Фикельштейн.
- Монтаж: Марина Кириченко, Любовь Крижечковская, Евгений Чатаев, Ирина Гусева, Сергей Дудников.
- Технический директор: Павел Ледин.
- Линейный продюсер: Наталья Котова.
- Менеджер производства: Анна Сехина.
- Руководитель 2D направления: Ольга Благова.
- Директор производства: Анна Морякова.
- Креативный директор: Мария Савиных.
- Продюсер 2D производства: Наталья Котова
- Исполнительные продюсеры: Евгений Еронин, Айтач Микаилова.
- Продюсеры Okko: Анна Тимохович, Ирина Куманяева.
- Генеральные продюсеры Okko: Сергей Шишкин, Эльвира Дмитриевская, Светлана Сонина.
- Продюсеры: Юлия Осетинская, Лика Бланк, Борис Машковцев.
- Генеральные продюсеры: Юлия Осетинская, Юлиана Слащёва.
- Основано на комиксах издательства Bubble 
  - Автор идеи: Роман Котков, Евгений Еронин.

## Роли озвучивали
| Актёр | Роль                                                    |
| --- | ------------------------------------------------------- |
| Василиса Эльдарова | Руби                                                    |
| Владимир Войтюк | Зигги, Погодник                                         |
| Антон Савенков | Рой, Цветозуб                                           |
| Андрей Бурковский, Владислав Токарев                                                                                               | Сол                                                     |
| Татьяна Шитова | Гарпия, Барбариска, Лиана, Каррина                      |
| Олег Коренев, Марианна Иващенко | Шустрик                                                 |
| Ева Финкельштейн | Шикайзер                                                |
| Лина Иванова | Сники, Черепаха Шел, Павлинго Марси                     |
| Диомид Виноградов | Толли, Профессор Дил, Жираф Эд                          |
| Пётр Гланц | Макс, Робот-уборщик, Вождь Барбарюков, Железный чемпион |
| Дарья Хахаева | Яна                                                     |
| Олег Новиков | Дедушка Роя                                             |
| Олег Новиков, Владимир Антоник | Дедушка Яны                                             |
| Мария Савиных | Ворона, Старейшина Птеро                                |
| Наталья Котова | Кадет Лули                                              |
| Рая Назанян | Зубромот                                                |
| Роман Котков | Капитан Топс, АнтиСол                                   |
| Владимир Антоник | Старейшина Зио и Допотопс                               |
| Олег Чугунов | Мышонок Боб                                             |
| Элина Оганесян | Панда Бьянка                                            |
| Кирилл Михайлов, Антон Савенков, Лина Иванова, Диомид Виноградов                                                                   | Горды                                                   |
| Филипп Михайлов, Кира Полякова, Григорий Поляков, Николай Поляков, Михаил Поляков, Антон Савенков, Лина Иванова, Диомид Виноградов | Клоки                                                   |
| Сергей Горошко | Король Гарпий                                           |
| Сергей Хоббит | Гипнотиран                                              |
| Екатерина Максимова | Дикобраз Дартс                                          |
| Александра Максимова | Пантера Ванда                                           |
| Дмитрий Слепцов, Данила Долгов | Сурикаты Бобби, Хобби, Робби                            |
| Роман Белов | Радио                                                   |
| Александр Гаврилин | Йанго                                                   |
| Александр Сетейкин | Креветка                                                |
| Евгений Шварц | Кот-пират                                               |
| Энджел Жуков | Тянучка                                                 |
| Евгений Иванов | Кен Гуру                                                |
| Анна Киселёва | Огнива                                                  |
| Екатерина Ланн | Леди Кобраз                                             |
| Дмитрий Полонский | Виртуоз                                                 |
| Сергей Сивопляс | Горд-турист                                             |

## Список серий

### Первый сезон
| №  | Название            |
| -- | ------------------- |
| 1  | Большой взрыв       |
| 2  | Звёздная академия   |
| 3  | Тяжело в учении     |
| 4  | Правосудие Роя      |
| 5  | Комната страха      |
| 6  | БойКот              |
| 7  | Космические питомцы |
| 8  | Власть — Крутиксам! |
| 9  | Сол против Роя      |
| 10 | Меганосик           |
| 11 | Новый звёздный год  |
| 12 | Суперкадет          |
| 13 | Прогноз эмоций      |
| 14 | КВАрантин           |
| 15 | Двойник             |
| 16 | Шоу талантов        |
| 17 | Джунгли зовут       |
| 18 | Противостояние      |
| 19 | Плюмбол             |
| 20 | Большая уборка      |
| 21 | Случайные напарницы |
| 22 | Гипнотиран          |
| 23 | Дело принципа       |
| 24 | Вековая вражда      |
| 25 | МАКС против всех    |
| 26 | Гарпия атакует      |

### Второй сезон
| №       | Название                   |
| ------- | -------------------------- |
| 1 / 27  | Тайна чёрной планеты       |
| 2 / 28  | Игра в акулу               |
| 3 / 29  | Плюмагеддон                |
| 4 / 30  | Подводный новый год        |
| 5 / 31  | Меня зовут Каррина         |
| 6 / 32  | Железный чемпион           |
| 7 / 33  | Суперсильный обмен         |
| 8 / 34  | Робобунт                   |
| 9 / 35  | Доспехи адмирала Рекса     |
| 10 / 36 | Герой по переписке         |
| 11 / 37 | Лучше вините Сола          |
| 12 / 38 | Барбуря                    |
| 13 / 39 | Миссия Шикайзер            |
| 14 / 40 | Величайший пират галактики |
| 15 / 41 | Горящие каникулы           |
| 16 / 42 | Галерея злодеев            |
| 17 / 43 | Особая просьба             |
| 18 / 44 | Капитан Сники              |
| 19 / 45 | Крабзилла                  |
| 20 / 46 | Никаких больше тайн        |
| 21 / 47 | Нашествие медуз            |
| 22 / 48 | Иглы возмездия             |
| 23 / 49 | Последнее испытание Йанго  |
| 24 / 50 | Лучший кадет Марго         |
| 25 / 51 | Возрождение гарпий         |
| 26 / 52 | Финальная битва            |

### Третий сезон
| №       | Название             |
| ------- | -------------------- |
| 1 / 53  | Возвращение АнтиСола |
| 2 / 54  | Огнива               |
| 3 / 55  | Настоящая сила       |
| 4 / 56  | Леди Кобраз          |
| 5 / 57  | Виртуоз              |
| 6 / 58  | Идеальный план       |
| 7 / 59  | TBA                  |
| 8 / 60  | TBA                  |
| 9 / 61  | TBA                  |
| 10 / 62 | TBA                  |
| 11 / 63 | TBA                  |
| 12 / 64 | TBA                  |
| 13 / 65 | TBA                  |
| 14 / 66 | TBA                  |
| 15 / 67 | TBA                  |
| 16 / 68 | TBA                  |
| 17 / 69 | TBA                  |
| 18 / 70 | TBA                  |
| 19 / 71 | TBA                  |
| 20 / 72 | TBA                  |
| 21 / 73 | TBA                  |
| 22 / 74 | TBA                  |
| 23 / 75 | TBA                  |
| 24 / 76 | TBA                  |
| 25 / 77 | TBA                  |
| 26 / 78 | TBA                  |

### Специальные серии
| № | Название     |
| - | ------------ |
| 1 | Салют, МАКС! |
| 2 | Мини-Макс!   |

## Отзывы
Обозреватель сайта Geek City положительно оценил приятную стилистику и персонажей. Он сравнил сквозной сюжет мультсериала с серией игр Ratchet & Clank, а Звёздную Академию с Корпусом Зелёных Фонарей из комиксов DC..